# Guano Apes
Guano Apes este o formație cvartet de rock alternativ din Göttingen, Germania.

## Istoric

### 1994 - 2006
Guano Apes s-a format în 1994 în Göttingen, Germania, de către Henning Rümenapp, Stefan Ude și Dennis Poschwatta. Sandra Nasić s-a alăturat grupului mai târziu, în același an. Cariera lor a început în 1996 după câștigarea unui concurs pentru trupe locale neînregistrate cu melodia "Open Your Eyes". Aceasta a fost și primul și cel mai de succes single, urmat de albumul lor de debut din 1997 Proud Like a God. "Open Your Eyes" a apărut de asemenea în filmul lui Warren Miller, "Fifty" (1999).
În 2000 Guano Apes au lansat cel de-al doilea lor album full-length, Don't Give Me Names. Single-urile "Big in Japan" (un  cover după Alphaville)  și "No Speech" au fost bine primite, iar albumul a primit discul de aur în Germania. Walking on a Thin Line a fost lansat în 2003 și a adus single-ul devenit hit "Quietly". Formația s-a dezmembrat după lansarea unui album best of, Planet of the Apes și un tur final în Februarie 2005.

### După Despărțire
După separarea din 2005, un album compilație, Lost (T)apes, a fost lansat. Conține demouri nelansate înregistrate între 1994 și 1995. 
Dennis Poschwatta s-a concentrat pe noul său grup, Tamoto, în care a activat pe partea de chitară (și baterie pe album) și a împărțit microfonul cu Markus Gumball, cunoscut ca G-Ball. Stefan Ude a participat de asemenea la înregistrarea albumului de debut al Tamoto. Henning Rümenapp a lucrat mai mult „în spatele scenei” iar în 2006, el, Ude și Poschwatta s-au reunit formând un grup numit IO, împreună cu Charles Simmons. Sandra Nasić a lucrat la un album solo numit The Signal (lansat în Octombrie 2007).

### Reuniunea
În 2009, Guano Apes s-au reunit, urmând a susține concerte în mai multe țări.

## Membri
- Sandra Nasić - vocal
- Henning Rümenapp - chitară
- Stefan Ude - chitară bas
- Dennis Poschwatta - baterie, vocal

## Discografie

### Albume
- Proud Like a God (1997) (#4 GER, #5 AT, #13 CH, #13 BE, #27 NL)  discul de platină în Germania
- Don't Give Me Names (2000) (#1 GER, #1 AUT, #5 CH, #27 NL, #13 BE, #14 FI, #19 IT)  discul de aur în Germania
- Walking on a Thin Line (2003) (#1 GER, #11 AT, #17 CH, #16 PT, #29 FI, #38 NL, #123 FR) discul de aur în Germania
- Live (2003) (#26 GER, #47 AT, #58 CH, #22 PT)
- Planet of the Apes (best of, 2004) (Germania # 32)
- Lost (T)apes (2006)
- Bel Air (2011)

### Single-uri
- "Open Your Eyes" (1997) (#5 GER, #10 AT, #11 CH, #19 NL, #14 BE)  discul de aur în Germania
- "Rain" (1998) (Germania # 76)
- "Lords of the Boards" (1998) (#10 GER, #10 AT,  #34 CH, #80 NL, #11 BE)  discul de aur în Germania
- "Don't You Turn Your Back on Me " (1999) (Germania # 50)
- "Big in Japan" (2000) (#9 GER, #19 AT, #24 CH, #82 NL, #5 IT)
- "No Speech" (2000) (Germania # 75)
- "Living in a Lie" (2000) (Germania # 84)
- "Dödel Up" (2001) (Germania # 57)
- "Kumba Yo!" (sub numele Guano Babes împreunî cu Michael Mittermeier) (2001) (Germania # 3)
- "You Can't Stop Me" (2003) (#10 GER, #15 AT, #69 CH, #65 NL, #19 IT)
- "Pretty in Scarlet" (2003) (Germania # 51)
- "Quietly" (2003) (Germania # 51)
- "Break the Line" (2004)

### Altele
- Guano T-Apes (VHS) (1998)
- Don't Give Me Names (VHS & DVD) (2000)
- Live (DVD) (2003)
- Guano Apes Single Collection (2003)
- Planet Of The Apes / The Documentary (DVD) (2005)

## Premii
- Comet pentru Proud Like A God
- ECHO pentru Proud Like A God și  Don't Give Me Names
- MTV Music Award (2001)
- Eins Live Krone pentru Guano Apes ca best band și Sandra Nasić pentru best singer.